# Llista de topònims de Jóc
Llista de topònims (noms propis de lloc) de Jóc (Conflent).
Informació actualitzada per un bot. Els canvis manuals es perdran quan s'actualitzi!

## església
| imatge | Nom               | Ubicat a | instància de          | Detalls                                                                   | coordenades                                                       | Protecció | Commons (més fotos)                  | Dades a WD                    |
| ------ | ----------------- | -------- | --------------------- | ------------------------------------------------------------------------- | ----------------------------------------------------------------- | --------- | ------------------------------------ | ----------------------------- |
|        | Sant Martí de Jóc | Jóc      | església Ús: església | Estil: arquitectura romànica Estat: ruïnós Dedicat a: Sant Martí de Tours | 42° 37′ 04″ N, 2° 31′ 19″ E / 42.6177425°N,2.5218174°E 363.3 msnm |           | Ancienne église Saint-Martin de Joch | Modifica les dades a Wikidata |
|        | Sant Martí de Jóc | Jóc      | església              | Estil: arquitectura barroca 1776 Dedicat a: Sant Martí de Tours           | 42° 37′ 02″ N, 2° 31′ 30″ E / 42.617238°N,2.524891°E 378.8 msnm   |           | Église Saint-Martin de Joch          | Modifica les dades a Wikidata |

## Misc
| imatge | Nom                                     | Ubicat a                    | instància de                          | Detalls                                   | coordenades | Protecció | Commons (més fotos) | Dades a WD                    |
| ------ | --------------------------------------- | --------------------------- | ------------------------------------- | ----------------------------------------- | --- | --------- | ------------------- | ----------------------------- |
|        | Castell de Jóc                          | Jóc                         | castell                               |                                           | 42° 37′ 03″ N, 2° 31′ 35″ E / 42.617483°N,2.526372°E 298.4 msnm                                                                              |           |                     | Modifica les dades a Wikidata |
|        | Puig de les Feixes                      | Finestret Jóc               | muntanya                              |                                           | 42° 35′ 59″ N, 2° 31′ 35″ E / 42.599641666667°N,2.5262833333333°E                                                                            |           |                     | Modifica les dades a Wikidata |
|        | Ribera de Rigardà                       | Rodès Jóc Glorianes Rigardà | riu                                   | Desemboca: Ribera de Croses Llarg: 11.6km | 42° 36′ 57″ N, 2° 32′ 08″ E / 42.615916666666664°N,2.535513888888889°E 42° 38′ 50″ N, 2° 33′ 22″ E / 42.64714722222222°N,2.556236111111111°E |           |                     | Modifica les dades a Wikidata |
|        | Sant Pere i Sant Pau del Castell de Jóc | Jóc                         | edifici                               |                                           | 42° 37′ 03″ N, 2° 31′ 36″ E / 42.6176°N,2.526598°E Castell de Jóc 394.5 msnm                                                                 |           |                     | Modifica les dades a Wikidata |
|        | casa de la vila de Jóc                  | Jóc                         | instal·lació Ús: seu del govern local |                                           | 42° 37′ 01″ N, 2° 31′ 29″ E / 42.617046898115°N,2.52467036878018°E fr:66320 JOCH                                                             |           |                     | Modifica les dades a Wikidata |
|        | cementiri de Jóc                        | Jóc                         | cementiri                             |                                           | 42° 37′ 04″ N, 2° 31′ 19″ E / 42.6178°N,2.5219°E                                                                                             |           |                     | Modifica les dades a Wikidata |